# Крезов, Евгений Владимирович
Евгений Владимирович Крезов — советский хозяйственный, государственный и политический деятель, Герой Социалистического Труда.

## Биография
Родился в 1935 году в совхозе имени Кирова Земетчинского района. Член КПСС с 1962 года.
Военнослужащий Советской Армии. С 1957 года — на хозяйственной, общественной и политической работе. В 1957—1996 гг. — водитель в Каменском автотранспортном предприятии, бригадир водителей автомобилей Каменского автотранспортного предприятия Министерства автомобильного транспорта РСФСР в Пензенской области.
Указом Президиума Верховного Совета СССР от 2 апреля 1981 года за выдающиеся производственные достижения, досрочное выполнение заданий десятой пятилетки и социалистических обязательств присвоено звание Героя Социалистического Труда с вручением ордена Ленина и золотой медали «Серп и Молот».
Делегат XXV съезда КПСС.
Умер в городе Каменка в 2009 году.